# Tapada da Ajuda
A Tapada da Ajuda, também designada por Tapada Real de Alcântara e Tapada de Alcântara, é um espaço verde com edificações históricas situado em Lisboa, na freguesia de Alcântara.
Ocupa uma área murada de cem hectares, de entrada livre. A entrada principal situa-se na Calçada da Tapada, na zona da Ajuda.
Neste espaço, correspondente a uma antiga tapada real e confinante a norte com o Parque Florestal de Monsanto, encontram-se o Observatório Astronómico de Lisboa, o Instituto Superior de Agronomia, um Pavilhão de Exposições e os campos de jogo de Agronomia (râguebi). No ponto mais alto da Tapada, junto ao marco geodésico (134 m de altitude), existe um miradouro que oferece um vasto panorama sobre o rio Tejo.
Em 1900 recebeu o espólio do Museu Agrícola e Florestal de Lisboa, que tinha estado ate aí no Palácio da Independência.
A Tapada da Ajuda está classificada como Imóvel de Interesse Público desde 2002.